# أليخاندرو كابيزا
أليخاندرو كابيزا هو لاعب كرة قدم إكوادوري في مركز الهجوم، ولد في 11 مارس 1999 في إسمرالداس في الإكوادور. لعب مع إنديبندينتي ديل فال.

## وصلات خارجية
- أليخاندرو كابيزا على موقع قاعدة بيانات كرة القدم.إي يو (الإنجليزية)
- أليخاندرو كابيزا على موقع ناشيونال فوتبول تيمز (الإنجليزية)
- أليخاندرو كابيزا على موقع Soccerway.com (الإنجليزية)
- أليخاندرو كابيزا على موقع عالم كرة القدم.نت (الإنجليزية)